# Le Vernoy
Le Vernoy är en kommun i departementet Doubs i regionen Bourgogne-Franche-Comté i östra Frankrike. Kommunen ligger i kantonen Montbéliard-Ouest som tillhör arrondissementet Montbéliard. År 2022 hade Le Vernoy 180 invånare.

## Befolkningsutveckling
Antalet invånare i kommunen Le Vernoy
Referens:INSEE